# Arbre tecnològic

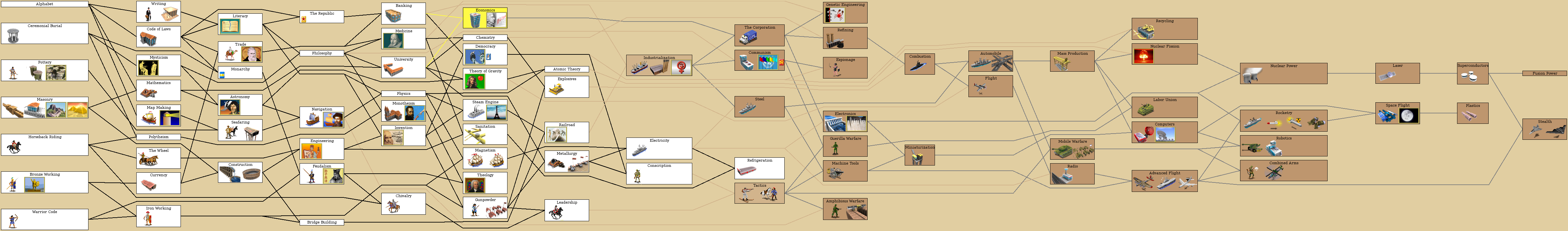
Diagrama de Freeciv.

En els videojocs d'estratègia un arbre tecnològic és un diagrama d'arbre evolutiu que simula l'avanç de la tecnologia en els jocs d'estratègia històrica d'una manera determinista. Tenen una doble funció de representar la història de la tecnologia mentre que són un mecanisme central en el joc en si, l'arbre tecnològic té un paper important en el disseny general del joc.
Per l'anterior, l'arbre tecnològic és una representació visual jeràrquica de les possibles seqüències que un jugador pot prendre per mitjà de la investigació. El diagrama està en forma d'arbre en el sentit que cada decisió presa es ramifica amb certa freqüència, la qual cosa li permet al jugador triar entre una seqüència i una altra.
Normalment, a l'inici d'una sessió en un joc d'estratègia, un jugador només pot tenir algunes opcions per prendre una decisió mitjançant la investigació, fent que s'obrin i tanquin les altres opcions, sent l'arbre tecnològic en aquests jocs la representació de totes les possibles vies d'investigació que un jugador pot prendre creant un avanç tecnològic.
Per exemple, en els jocs d'estratègia històrics, en el qual el jugador controla una nació que avança al llarg de la història, els desenvolupadors van implementar un arbre tecnològic per ajudar a simular l'avanç de la tecnologia de les eines de pedra a la nanotecnologia.
La idea es fonamenta que la innovació tecnològica impulsa el progrés social i segueix un curs inevitable, els quals poden ser inclosos en els jocs digitals, on per als dissenyadors i jugadors poden interpretar la història a la seva manera.

## Història
L'arbre tecnològic va ser dissenyat originalment per Francis Tresham (dissenyador de jocs) amb els jocs de taula el qual va ser llançat en 1980 per Avalon Hill.
El rodatge d'arcade 'em up Gradius (videojoc) utilitza un sistema d'encès funcionalment idèntic a un arbre de tecnologia el 1985.
Però els Arbres tecnològics van començar a aparèixer en els jocs d'estratègia a partir de 1990, on Mega El Mania tenia un sistema de nivells d'investigació en els quals permetien la implementació de millors unitats i defenses. Civilització (1991) va ser probablement el primer joc per oferir la mateixa estructura bàsica d'arbres de tecnologia que es veuen en els jocs d'avui en dia.

## Classes
Cada videojoc utilitza una estratègia diferent, per la qual cosa l'arbre tecnològic vària de forma circumstancial, venen en la forma de rutes d'actualització lineals o entrellaçades, i compleixen diverses funcions estratègiques i narratius en els jocs. El determinisme tecnològic està present en arbres de tecnologia sota tres formes: en forçar una seqüència de conjunt, en influir en els canvis socials en la història i caracteritzant èpoques i civilitzacions.
Els videojocs d'estratègia en temps real (sigles en anglès (RTS) de Real-Time-Strategy) són videojocs d'estratègia, (StarCraft, Age of Empires, Empire Earth), per ser jugats de forma molt dinàmica i ràpida, no precisen un plantejament tan pausat de les decisions i se centren molt sovint en l'acció militar.
Els videojocs d'estratègia per torns (sigles en anglès (TBS) de Turn-based strategy) és un videojoc en el qual el flux es particiona en parts ben definides i visibles cridades torns o rondes. Aquest tipus de videojocs posseeixen menys acció i menor detall gràfic que els d'estratègia en temps real, però al seu torn permeten concentrar-se més en l'estratègia i dependre menys de l'agilitat del jugador.

## Complexitat
Les estructures dels arbres de tecnologia varien molt. Es tracta d'un conjunt de regles de certes premisses que han de complir-se per obrir una tecnologia, que al seu torn té certes conseqüències, sovint incloent el desbloquejo de la ruta d'accés a les noves tecnologies.
En els casos més simples, hi ha diverses àrees d'investigació completament separats i un pot investigar tot el camí fins al nivell més alt en una àrea sense investigar altres àrees. En els casos més complexos cada tecnologia per sobre del nivell de partida té més d'un requisit previ i un ha d'investigar la majoria de les tecnologies de baix nivell amb la finalitat d'investigar qualsevol de les tecnologies d'alt nivell. I hi ha moltes possibilitats entre aquests dos extrems, per exemple en Space Empires investigant a un nivell especificat en un camp pot permetre al jugador tant a la investigació a un nivell superior en aquest camp i iniciar la investigació en un camp nou que abans no estava disponible.
Grans jocs com Space Empires III compta amb més de 200 branques.